# Rudozem (huyện)
Rudozem là một huyện thuộc tỉnh Smolyan, Bungaria. Dân số thời điểm năm 2001 là 10875 người.